# سنجاق (ابزار)

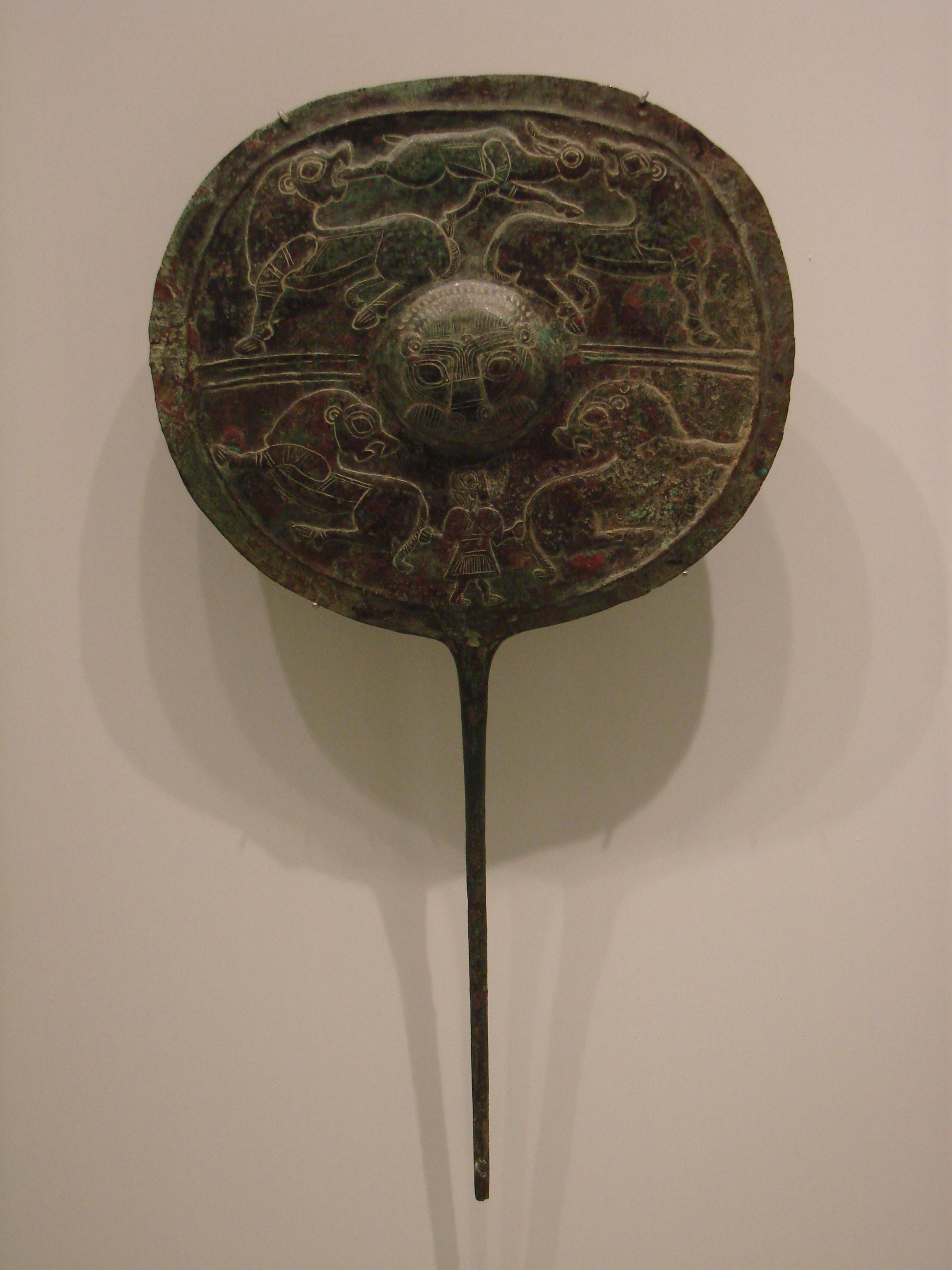
سنجاق برنزی

سنجاق ابزاری است که برای وصل کردن و نگاه داشتن اشیاء و اجزا به یکدیگر بکار می‌رود.

## تاریخچه
انسانهای اولیه از سنجاق‌هایی از جنس خار و استخوان‌های تیز ماهیان استفاده می‌نمودند. با آغاز عصر مفرق، سنجاق‌های مفرقی مورد استفاده انسان قرار گرفتند. سنجاق‌هایی مفرقی با عمری بیش از سه هزار سال در مصر یافت شده‌است. در روم باستان نیز سنجاق کاربرد تزئینی داشته‌است.
در ایران نیز سنجاق‌های ساخته شده از مفرق کاربرد مذهبی، زینتی و صنعتی داشته‌اند. این سنجاق‌ها در لرستان بدست آمده‌اند.
در سده یازده میلادی، در انگلستان قانونی وجود داشت که بر اساس آن خرید و فروش سنجاق بجز در روزهای اول و دوم ژانویه ممنوع بود.
تا سال ۱۸۴۲ سنجاق‌ها با دست ساخته می‌شدند. در این سال یک آمریکایی دستگاهی اختراع نمود که از قطعات سیم، سنجاق تولید می‌کرد.

## سنجاق ته‌گرد

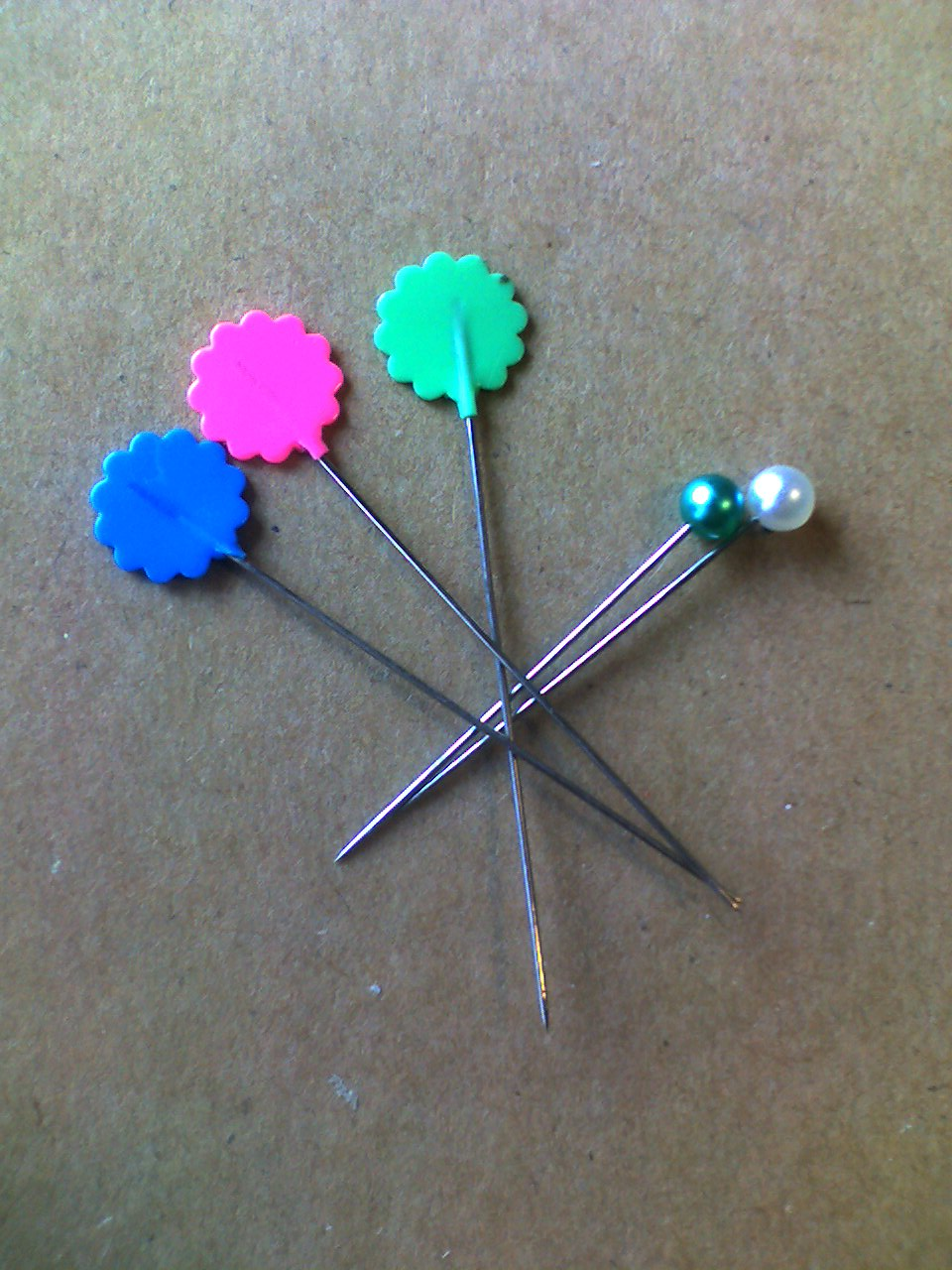
سنجاق تزئینی

سنجاق ته گرد یا سنجاق راست، نوعی از سنجاق است که بیشتر برای متصل کردن پارچه و کاغذ بکار می‌رود. گونه‌ای از این سنجاق‌ها زینتی است و به همین منظور ته آن‌ها با مواد رنگی پوشیده می‌شود. سابقه کاربرد این سنجاق‌ها در صنایع پوشاک به صدها سال می‌رسد.

## انواع سنجاق
- سنجاق قفلی
- سنجاق سر
- سنجاق سینه
- سنجاق فشاری یا پونز